# Municipio de Pine (condado de Porter)
El municipio de Pine (en inglés: Pine Township) es un municipio ubicado en el condado de Porter en el estado estadounidense de Indiana. En el año 2010 tenía una población de 2709 habitantes y una densidad poblacional de 36 personas por km².

## Geografía
El municipio de Pine se encuentra ubicado en las coordenadas 41°39′11″N 86°57′40″O / 41.65306, -86.96111. Según la Oficina del Censo de los Estados Unidos, el municipio tiene una superficie total de 75.24 km², de la cual 69.43 km² corresponden a tierra firme y (7.73%) 5.81 km² es agua.

## Demografía
Según el censo de 2010, había 2709 personas residiendo en el municipio de Pine. La densidad de población era de 36 hab./km². De los 2709 habitantes, el municipio de Pine estaba compuesto por el 96.35% blancos, el 1.07% eran afroamericanos, el 0.33% eran amerindios, el 0.15% eran asiáticos, el 0.07% eran isleños del Pacífico, el 0.52% eran de otras razas y el 1.51% pertenecían a dos o más razas. Del total de la población el 3.91% eran hispanos o latinos de cualquier raza.